# Кастель-де-Кастельс
Кастель-де-Кастельс (валенс. Castell de Castells, ісп. Castell de Castells) — муніципалітет в Іспанії, у складі автономної спільноти Валенсія, у провінції Аліканте. Населення — 493 особи (2010).

## Географія
Муніципалітет розташований на відстані близько 350 км на південний схід від Мадрида, 49 км на північний схід від Аліканте.

## Демографія
Динаміка населення (INE ):

## Галерея зображень

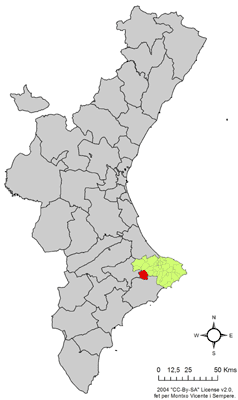
Розташування муніципалітету Кастель-де-Кастельс у автономній спільноті Валенсія
Розташування муніципалітету Кастель-де-Кастельс у комарці Маріна-Альта